# Республіка Каталонія (2017)
Каталонія (кат. Catalunya; ісп. Cataluña; окс. Catalonha), офіційно — Республіка Каталонія (кат. República Catalana, ісп. República Catalana, окс. Republica Catalana) — самопроголошена держава в південно-західній Європі, утворена 27 жовтня 2017 року на підставі оголошених каталонською владою підсумків неконституційного референдуму про незалежність 1 жовтня 2017 року на території Автономного співтовариства Каталонія, що де-юре є адміністративно-територіальною одиницею у складі Королівства Іспанія.
Площа заявленої території — 32 108 км².
Столиця — Барселона. Державні мови — каталонська, іспанська і окситанська (аранська).

## Географія

Адміністративно-територіальний поділ Каталонії

Каталонія знаходиться в північно-східній частині Піренейського півострова. На півночі межує з Францією і Андоррою, на заході — з Іспанією, зі сходу і півдня омивається Середземним морем.
Берегова лінія становить близько 580 км найвища точка — пік Еста (3143 м), що знаходиться в горах Піренеях в північній частині країни.

### Річки
На території Каталонії протікає багато річок, найбільша з них — Ебро, найповноводніша річка Іспанії (910 км). Також у невизнаній державі протікають такі річки як Сегре (265 км), Флувія (97,2 км), Муга (58 км) та ін.

## Історія
Датою утворення Каталонії вважається 988 рік, коли граф Барселони Боррель II проголосив незалежність свого графства від Франкської держави.
В XII столітті, в результаті шлюбу дочки і спадкоємиці короля Арагону Петроніли і графа Барселони Рамона-Беренгера IV, Каталонія увійшла до складу Арагонської Корони. У 1516 році Кастилія і Арагон об'єдналися в Королівство Іспанія. На початку XVIII століття Каталонія і Арагон втратили автономію.
В 1873, 1931 і 1934 роках уряд Каталонії робив спроби відокремитися від Іспанії, які не увінчалися успіхом. У 1979 році Каталонія отримала автономний статус.

### Проголошення незалежності
Незалежність Каталонії від Іспанії була проголошена 27 жовтня 2017 року. Таким чином набрала чинності декларація про незалежність, підписана 10 жовтня на підставі референдуму про незалежність 1 жовтня 2017, на якому 90 % виборців підтримало вихід автономії зі складу Іспанії.
Однак, в той же день, прем'єр-міністр Іспанії розпустив парламент і відправив главу Каталонії у відставку.

## Міжнародно-правовий статус
На даний момент жодна суверенна держава не визнає Каталонську Республіку. В даний час, Албанія, Андорра, Аргентина, Австралія, Австрія, Азербайджан, Болівія, Бразилія, Болгарія, Канада, Чилі, Китай, Колумбія, Коста-Рика, Хорватія, Кіпр, Чехія, Домініканська Республіка, Еквадор, Естонія, Фінляндія, Франція, Грузія, Німеччина, Греція, Гватемала, Гондурас, Угорщина, Індонезія, Ірак, Ірландія, Італія, Казахстан, Латвія, Ліван, Литва, Люксембург, Малі, Мальта, Мексика, Молдова, Марокко, Нідерланди, Норвегія, Панама, Парагвай, Перу, Польща, Португалія, Румунія, Сенегал, Сербія, Швеція, Республіка Корея, Шрі-Ланка, Швейцарія, Туреччина, Україна, Велика Британія та США виступили із заявами про невизнання Каталонської Республіки як незалежної держави та підтримки територіальної цілісності Іспанії. Бельгія та Росія оголосили про те, що визнають те, що відбувається в Каталонії, внутрішньою справою Іспанії і закликали сторони конфлікту до діалогу.